# Krasnodar Rora
Krasnodar Rora (Lissa, 23 marzo 1945 – Zagabria, 12 novembre 2020) è stato un allenatore di calcio e calciatore jugoslavo, di ruolo centrocampista.

## Biografia
È nato sul finire della seconda guerra mondiale a Lissa, dove il padre partigiano conobbe una fanciulla del posto. 
Dopo la guerra la famiglia si trasferì a Sebenico, dove esordì con la squadra del posto a soli 16 anni.
Si è spento a 76 anni, solo due giorni dopo la morte dell'ex compagno e amico della generazione d'oro della Dinamo Slaven Zambata.

## Caratteristiche tecniche
Krasnodar Rora era un'ala sinistra che talvolta giocava da numero 10, molto veloce e con una gran tecnica, eccelleva nei dribbling con i quali saltava gli avversari per poi premiare il centravanti con cross molto precisi.

## Carriera

### Giocatore

#### Club
Esordì nel Sebenico, all'epoca militante in Druga savezna liga, a soli 16 anni.
Dopo due stagioni nella squadra della città in cui era cresciuto passò alla Dinamo Zagabria, allora allenata da Milan Antolković. Con i modri disputò 287 partite ufficiali con 48 reti sempre in competizioni ufficiali, in totale giocò 459 partite con 102 reti messe a segno. Fece parte della generazione d'oro della squadra di Zagabria con la quale vinse due Coppe di Jugoslavia e la Coppa delle Fiere 1966-1967, quest'ultima con un suo gol nella finale di andata che valse la vittoria per 2 lunghezze a 0 contro il Leeds Utd.
Nel 1973, compiuti i 28 anni d'età allora necessari per poter espatriare come sportivo dalla Jugoslavia, si trasferì in Belgio tra le file del Standard Liegi, allora allenato da Vlatko Marković. Dopo due stagioni si trasferì in Francia, prima al Nancy dove giocò con Michel Platini, e poi al Haguenau nel quale concluse la carriera agonistica.

#### Nazionale
Il suo debutto con la nazionale jugoslava risale al 1º novembre 1967 nella partita contro i Paesi Bassi giocata a Rotterdam. La sua ultima partita con la nazionale risale al 27 ottobre 1968 contro la Spagna a Belgrado.
Indossò la maglia della nazionale per un totale di cinque partite.

### Allenatore

#### Club
Iniziò la carriera da allenatore nell'autunno 1992, sulla panchina del Radnik V. Gorica allora militante per la prima volta nella storia in Prva HNL. Successivamente ha allenato il Sebenico.

## Statistiche

### Cronologia presenze e reti in nazionale
| Cronologia completa delle presenze e delle reti in nazionale ― Jugoslavia | Cronologia completa delle presenze e delle reti in nazionale ― Jugoslavia | Cronologia completa delle presenze e delle reti in nazionale ― Jugoslavia | Cronologia completa delle presenze e delle reti in nazionale ― Jugoslavia | Cronologia completa delle presenze e delle reti in nazionale ― Jugoslavia | Cronologia completa delle presenze e delle reti in nazionale ― Jugoslavia | Cronologia completa delle presenze e delle reti in nazionale ― Jugoslavia | Cronologia completa delle presenze e delle reti in nazionale ― Jugoslavia |
| Data                                                                      | Città                                                                     | In casa                                                                   | Risultato                                                                 | Ospiti                                                                    | Competizione                                                              | Reti                                                                      | Note                                                                      |
| ------------------------------------------------------------------------- | ------------------------------------------------------------------------- | ------------------------------------------------------------------------- | ------------------------------------------------------------------------- | ------------------------------------------------------------------------- | ------------------------------------------------------------------------- | ------------------------------------------------------------------------- | ------------------------------------------------------------------------- |
| 1-11-1967                                                                 | Rotterdam                                                                 | Paesi Bassi                                                               | 1 – 2                                                                     | Jugoslavia                                                                | Amichevole                                                                | -                                                                         |                                                                           |
| 12-11-1967                                                                | Belgrado                                                                  | Jugoslavia                                                                | 4 – 0                                                                     | Albania                                                                   | Qual. Euro 1968                                                           | -                                                                         |                                                                           |
| 27-4-1968                                                                 | Bratislava                                                                | Cecoslovacchia                                                            | 3 – 0                                                                     | Jugoslavia                                                                | Amichevole                                                                | -                                                                         | 23’                                                                       |
| 16-10-1968                                                                | Bruxelles                                                                 | Belgio                                                                    | 3 – 0                                                                     | Jugoslavia                                                                | Qual. Mondiali 1970                                                       | -                                                                         | 46’                                                                       |
| 27-10-1968                                                                | Belgrado                                                                  | Jugoslavia                                                                | 0 – 0                                                                     | Spagna                                                                    | Qual. Mondiali 1970                                                       | -                                                                         | 46’                                                                       |
| Totale                                                                    |                                                                           | Presenze                                                                  | 5                                                                         |                                                                           | Reti                                                                      | 0                                                                         |                                                                           |

## Palmarès

### Club

#### Competizioni nazionali
- Coppa di Jugoslavia: 2

Dinamo Zagabria: 1965, 1969

#### Competizioni internazionali
- Coppa delle Fiere: 1

Dinamo Zagabria: 1966-1967